# Nsala de Wala dans le district de Nsongo
Nsala de Wala dans le district de Nsongo (titre original : Nsala of Wala in the Nsongo District) est une photographie de la photographe britannique Alice Seeley Harris, qui est devenue un symbole des violations des droits de l'homme dans l'État indépendant du Congo sous le régime du roi Léopold II et dans le cadre de l'exploitation du caoutchouc.
Prise en 1904 dans le village de Baringa, elle est diffusée dans l'ouvrage King Leopold's Rule in Africa d'Edmund Dene Morel. Le sujet de la photographie est un Congolais nommé Nsala qui regarde le pied tranché et la main de sa fille Boali, morte à l'âge de cinq ans.
Elle fait partie des Harris Papers, une collection appartenant à l'Anti-Slavery International.

## Contexte

### État indépendant du Congo
Avant le début de l'exploitation du caoutchouc, la plupart des habitants de la région pratiquaient l'agriculture, la pêche et la chasse. Ils ont régulièrement été victimes de conflits armés et de réduction en esclavage, tout au long du XIXe siècle. Jusque dans les années 1880, la région est attaquée à plusieurs reprises par des commerçants d'Irebu qui cherchent à se procurer des esclaves et de l'ivoire.

### Exploitation du caoutchouc
En 1885, après la conférence de Berlin, l'État indépendant du Congo est attribué au roi belge Léopold II en tant que propriété personnelle. La population y est alors systématiquement contrainte de récolter le caoutchouc, et est régulièrement victime d'exactions et de mauvais traitements. L'Anglo-Belgian India Rubber Company (ABIR) dispose d'une concession pour exploiter toutes les matières premières de la forêt dans le bassin du Lopori et du Maringa,. Le lieu de la prise de vues de la photographie, Baringa, se situe sur la rivière Maringa, au sud-est de la ville de Basankusu, où le Maringa et le Lopori se rejoignent. L'ABIR y a installé son siège depuis 1893. Depuis 1898, l'entreprise appartenait pour moitié à l'État indépendant du Congo, et pour moitié à d'autres actionnaires dont les plus importants étaient un banquier belge et la Société anversoise. L'extraction du caoutchouc amène progressivement à la raréfacdtion de la ressource naturelle :  en 1904 — l'année où la photographie a été prise — elle était presque entièrement épuisée dans un rayon de 50 miles autour de la plupart des postes de l'ABIR. La quantité de caoutchouc exportée par l'ABIR chute même de moitié entre 1903 et 1904,.
Dans chacun des postes régionaux de l'ABIR, un ou deux employés européens  perçoivent des commissions sur le caoutchouc livré. Leur salaire dépend partiellement du respect d'un quota de caoutchouc livré. Ces employés imposent à leur tour aux populations un quota et usent de la force pour les contraindre. Pour faire face à une résistance organisée, L'ABIR peut compter sur le soutien de l'armée nationale, qui envoie des troupes stationnées à Basankusu,.
Les hommes contraints de collecter le caoutchouc sont rétribués pour leur travail. L'entreprise incarcère parfois les travailleurs récalcitrants, ou ceux qui ne parviennent pas à atteindre leur quota, dans des prisons ; elle retient plus souvent en otage des proches parents des travailleurs, pour inciter ceux-ci à continuer à collecter du caoutchouc. Lorsque les villages ne remplissent pas leur quota, les chefs respectifs sont souvent pris comme otages. Le village de Wala, situé dans le périmètre d'une concession de l'ABIR, voit une large partie de ses habitants être transférés dans un camp de travail en 1903. En mai 1904, 83 de ses habitants sont assassinées par les gardes de l'ABIR.
Les mesures coercitives sont appliquées par la Force Publique, l'armée de l'État indépendant, et par des gardes privés des entreprises de caoutchouc impliquées, comme l'Anglo-Belgian India Rubber Company (ABIR).

### Critiques
À partir de 1877, des activités missionnaires débutent sur le territoire du futur État. Les premiers sont des missionnaires de Grande-Bretagne, qui sont joints par des missionnaires américains et belges de différentes confessions. Pour le souverain belge, comme pour les missionnaires, leur tâche consiste en une « civilisation » des populations indigènes, ce qui comprend notamment leur conversion au christianisme. À ce titre, ils souhaitent également lutter contre le trafic d'esclaves, l'anthropophagie et la polygamie,,.
La critique des conditions de travail au Congo devient plus nette au XXe siècle : le britannique Edmund Dene Morel, qui fonde la Congo Reform Association, milite pour une reconnaissance des exactions commises. Des sociétés missionnaires fournissent également des rapports. La technique de la photographie est employée pour convaincre l'opinion publique, par la presse,.
En 1908, Le roi Léopold vend l'État indépendant du Congo à l'État belge. Sur la base d'estimations de témoins et de recensements ultérieurs, on obtient des estimations très différentes du nombre de victimes de la politique coloniale à l'époque de l'État indépendant du Congo. Elles s'échelonnent de 2,2 à 21,5 millions et restent très débattues. En 1998, l'écrivain et historien américain Adam Hochschild estime réaliste un nombre de victimes à hauteur de 10 millions de personnes.

## Photographie
Plusieurs lettres des Harris et des Stannard permettent de reconstituer le contexte immédiat de la photographie. Le 14 mai 1904 au matin, deux garçons signalent à la mission que des gardes avaient tué plusieurs personnes, et que deux hommes étaient en route, avec des mains à présenter comme preuves du meurtre. Les deux hommes se présentent à la mission. L'un d'entre eux, Nsala de Wala, indique être le père de l'enfant tuée, Boali ; tous deux racontent l'arrivée à Wala, la veille, de quinze gardes, dont plusieurs étaient armés, venus collecter prématurément le caoutchouc auprès des habitants. Outre sa fille, Nsala perd également dans ce massacre sa femme, Bonginganoa ; le village déplore plusieurs décès, et neuf femmes auraient été retenues en otage, puis relâchées contre paiement,,,.
Selon ses propres dires, Nsala avait emporté, en se dissimulant, la main et le pied de sa fille afin de pouvoir les utiliser comme preuves. Alice Harris prend la photo sous le porche de la maison.
Raoul Van Calcken, de l'ABIR, cherche à dissimuler les faits et donne des consignes de prudence à ses gardes.